# Abbie Betinis
Abbie Betinis, née le 21 janvier 1980, est une compositrice américaine. Elle a composé pour de nombreux ensembles musicaux et est surtout connue pour sa musique chorale et autres œuvres vocales.

## Œuvre
La musique d'Abbie Betinis est décrite comme « inventive [et] richement mélodique » (New York Times), « ... audacieuse...cathartique » (Boston Globe) et « complexe.. avec une allure inéluctable. » Son catalogue de soixante œuvres commandées comprend des projets pour l'Association américaine des directeurs de chorales (en), l'American Suzuki Foundation, Cantus, The Dale Warland Singers (en), le James Sewell Ballet (en), The Rose Ensemble (en), The Schubert Club, le Young New Yorkers' Chorus et Zeitgeist.
Betinis choisit des textes significatifs dans un style unique mais accessible. Sa résidence avec The Rose Ensemble et avec The Singers—Minnesota Choral Artists (ses derniers pendant 10 ans) a contribué à façonner sa sensibilité en tant que compositrice de musique vocale et d'explorer et d'employer des techniques non conventionnelles telles que le yodel, les crachats, les sifflements, les coups de glotte et la mélopée.
Sa musique est publiée par Augsburg Fortress, Fred Bock Music, Graphite Publishing, G. Schirmer, Kjos Music (en), Santa Barbara Music Publishing et à travers sa maison d'édition, Abbie Betinis Music Co., fondée en 2006 pour éditer et distribuer ses partitions dans le monde entier.
Grande nièce du célèbre compositeur de chants de Noël Alfred Burt (en), Abbie Burt Betinis est la troisième génération de la famille Burt à composer et chaque année elle compose et envoie un chant de noël à sa famille et à ses amis en tant que carte de vœux. Tous ces chants de noël pour sa famille ont été créés sur la Radio Publique du Minnesota depuis qu'elle a commencé la tradition en 2001.
Betinis vit à Saint Paul, Minnesota, où elle est compositrice en résidence au Club Schubert (en) et professeur de composition à l'Université Concordia.

## Récompenses
Betinis a été deux fois McKnight Artist Fellow (en) (2009, 2015),, et a reçu des bourses et des prix du Forum des compositeurs américains (en), de The Esoterics, du Minnesota Music Educators Association et de la New York’s Sorel Organization. Son cycle de chansons Nattsanger (Nightsongs) pour soprano, clarinette et piano, a remporté une Mention Honorable lors du concours Morton Gould des jeunes compositeurs de l'ASCAP. 

## Vie privée
Née à Stevens Point, Wisconsin, Betinis commence le piano avec la méthode Suzuki et le solfège à l'âge de 4 ans à l'University of Wisconsin-Stevens Point's American Suzuki Talent Education Center (maintenant Aber Suzuki Center). Première de sa classe au lycée, elle s'inscrit au Collège Saint-Olaf (en) avec une bourse d'études pour étudier le piano, mais au cours de sa deuxième année on lui diagnostique un lymphome de Hodgkin et elle doit rentrer chez elle pour commencer la chimiothérapie. Quand elle retourne à Saint-Olaf, elle change de cap et étudie la composition musicale et la linguistique jusqu'à l'obtention de son diplôme en 2001. Elle obtient ensuite un M. A. en composition musicale à l'Université du Minnesota et elle étudie l'harmonie et le contrepoint dans la tradition de Nadia Boulanger. Ses professeurs ont été Mary Ellen Childs (en), Peter Hamlin, Philip Lasser (en) et Judith Lang Zaimont (en). Betinis a guéri de trois cancers, une expérience qu'elle cite comme ayant eu une influence importante sur son travail.

## Discographie
- 2010 : Cedit, Hyems (Be Gone, Winter!)
- 2011 : From Behind the Caravan: Songs of Hâfez
- 2012 : Chant for Great Compassion
- 2012 : Jerusalem Luminosa
- 2012 : Songs of Smaller Creatures
- 2013 : Long Time Trav'ling
- 2013 : Nattsanger (Nightsongs)
- 2013 : To the Evening Star
- 2014 : Bar xizam (Upward I Rise)
- 2014 : Clan of the Lichens, The[à vérifier]
- 2014 : In the Bleak Midwinter